# Oxyethira pallida
Oxyethira pallida är en nattsländeart som först beskrevs av Banks 1904.  Oxyethira pallida ingår i släktet Oxyethira och familjen smånattsländor. Inga underarter finns listade i Catalogue of Life.